# Kleindeutsche Lösung

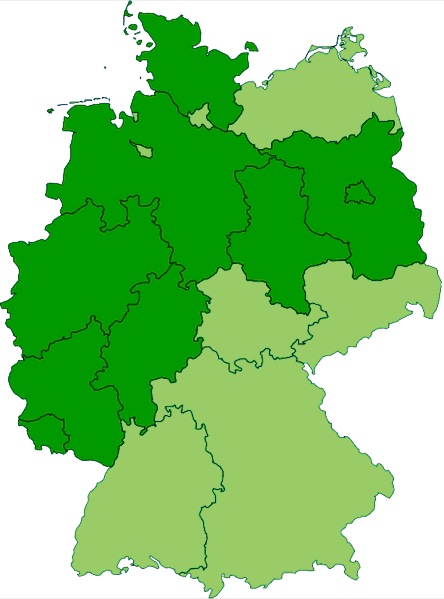
Mapa de los actuales estados alemanes que están completamente o mayormente situados dentro de las antiguas fronteras del Reino de Prusia (en verde oscuro).

La Kleindeutsche Lösung («solución de la Pequeña Alemania») fue una idea política del siglo XIX como solución a la cuestión alemana que postulaba la idea de una Alemania unificada que consistía de los miembros de la Confederación Germánica liderada por la dinastía Hohenzollern, pero excluyendo al Imperio austriaco el cual se encontraba unido a Hungría y no deseaba la separación. La inclusión de Hungría hubiera sido una contradicción a la idea de un Estado nacional. La Kleindeutsche Lösung contrastaba con la idea de la Großdeutsche Lösung («solución de la Gran Alemania»).

## Nacionalismo delsigloXIX
El parlamento alemán que fue elegido después de los primeros acontecimientos de la revolución de 1848 estaba dividido entre dos opciones. El ala democrática de izquierda favorecía una Großdeutschland republicana, mientras los liberales de centro favorecían la Kleindeutschland con una monarquía constitucional. Al final, la Kleindeutschland Lösung prevaleció, pero el rey de Prusia rechazó la corona que le fue ofrecida.
Después que el Dualismo Austro-Prusiano se decidió forzadamente a favor de Prusia por la guerra austro-prusiana en 1866, la Kleindeutschland fue realizada en 1871 después de la guerra franco-prusiana. La solución de la “pequeña Alemania” fue escogida también en parte para prevenir que los austriacos y sus compañeros católicos en el sur y oeste se convirtieran en una fuerza predominante en una Alemania prusiana, una visión de Otto von Bismarck.

## Planteamiento posterior
Después de la Primera Guerra Mundial la monarquía Habsburgo se rompió y los territorios germano hablantes, habiendo perdido sus áreas industriales y de comercio, decidieron unirse al Reich de Alemania.  El Tratado de Versalles (1919) y el Tratado de Saint-Germain-en-Laye, sin embargo, específicamente prohibieron la unión de Austria y Alemania.  Todavía el sentimiento de la Gran Alemania permanecía fuerte y en 1938 Adolf Hitler anexó Austria a Alemania en un nuevo Großdeutsches Reich o Alemania Nazi. En contraste con versiones más antiguas de la idea de la Gran Alemania, Austria fue dividida en varios distritos.
Austria se separó nuevamente de Alemania después de la Segunda Guerra Mundial y se convirtió en un estado neutral a pesar de la creciente Guerra Fría. Austria fue también declarada "la primera víctima de la Alemania Nazi en la Declaración de Moscú, a pesar de ésta haber formado parte de Alemania durante la guerra y a pesar de la implicación de muchos austriacos - incluyendo al propio Hitler - con el régimen. Esta necesidad de distanciarse de Alemania efectivamente finalizó los sentimientos de la "Gran Alemania" en Austria. El Tratado Dos más Cuatro de 1990, acta fundacional de la Alemania reunificada, reafirmó la solución de la “pequeña Alemania” (la estatalidad disociada para Alemania y Austria).